# 三重県立四日市工業高等学校
三重県立四日市工業高等学校（みえけんりつよっかいちこうぎょうこうとうがっこう）は三重県四日市市日永東に所在する公立の工業高等学校。

## 概要
全日制及び定時制の課程に、工業系の学科を設置している。また、2018年（平成30年）には高校卒業後2年間学習するものづくり創造専攻科が設置されている。通称は「四工」（よんこう）。校訓は技術と精神（）。

## 沿革
- 1922年4月1日 - 四日市市立商工補習学校創設[3]。
- 1926年4月1日 - 四日市市立商工専修学校に改称[3]。
- 1935年
  - 2月11日 - 四日市市立商工学校建設及び設備費として本市商工会議所会頭伊藤伝七より寄付をうける。
  - 3月30日 - 四日市市立商工学校設置許可され第二本科専攻科（商業科・窯業科・機械科夜間授業）、第一本科（商業科・窯業科・機械科昼間授業）を設置[4]。
  - 10月19日 - 四日市市安島に校舎設立を認可。
- 1936年2月11日 - 本市商工会議所会頭伊藤伝七より旋盤5台・敷地1008坪の寄付をうける。
- 1939年3月31日 - 第三本科機械科設置。
- 1943年4月1日 - 第一本科に電気科設置。
- 1945年
  - 3月31日 - 第一本科に金属工業科設置。
  - 6月18日 - 戦火のため全焼。
  - 9月1日 - 本校を四日市市日永追分の第二海軍燃料廠寄宿舎に移転。
- 1946年3月31日 - 建築科設置。
- 1948年
  - 2月27日 - 実習工場・本館を新築竣工して移転。
  - 4月1日 - 県立移管と学制改革に伴い三重県四日市商工高等学校となる。
  - 5月23日 - 学校再配置によって三重県四日市商業高等学校・三重県四日市商工高等学校の両校を併せて、三重県四日市実業高等学校となる。
- 1949年4月1日 - 学区制綜合制の実施に伴い三重県四日市実業高等学校・三重県四日市高等学校・三重県河原田高等学校の三校は統合されて三重県四日市高等学校となり四日市工業は浜田部となる。
- 1950年4月1日 - 三重県四日市高等学校の職業課程が独立。工業課程は三重県四日市工業高等学校となり、他に三重県四日市商業高等学校、三重県河原田高等学校が分立。
- 1951年4月1日 - 工業化学科設置。
- 1953年3月31日 - 金属工業科廃止。
- 1955年4月1日 - 三重県立四日市工業高等学校に改称。
- 1961年4月1日 - 電子工学科設置。
- 1967年4月1日 - 定時制に自動車科設置[5]。
- 1982年9月1日 - 新校舎に移転。
- 1983年4月1日 - 全日制に自動車科設置。
- 1989年4月1日 - 窯業科をセラミック科に改編。
- 1990年4月1日 - 電子機械科設置[3]。
- 2000年4月1日 - 定時制に単位制・2学期制導入[3]。
- 2002年4月1日 - 定時制にシステム工学科設置[5]。
- 2005年4月1日 - セラミック科、工業化学科を募集停止し、物質工学科を設置[3]。
- 2011年4月1日 - 定時制工業技術科募集停止し、機械交通工学科と住システム工学科を設置[3]。
- 2018年4月1日 - ものづくり創造専攻科設置。

## 教育組織

### 全日制
- 物質工学科
  - 科学技術コース
  - セラミックコース
- 機械科
- 電子機械科
- 電気科
- 電子工学科
- 建築科
- 自動車科

### 定時制
- 機械交通工学科
  - 機械コース
  - 自動車コース
- 住システム工学科
  - 電気コース
  - 建築コース

### ものづくり創造専攻科
- 機械コース
- 電気コース

## 学校行事

### 前期
- 4月：入学式
- 5月：遠足
- 7月：夏季クラスマッチ
- 9月：体育祭 - 予選が1日行われ、本選が1日の計2日間行われる。

### 後期
- 10月：四工祭、修学旅行
- 11月：インターンシップ
- 12月：冬季クラスマッチ
- 2月：同窓会入会式
- 3月：卒業式

### 行事の特徴
年間を通して随時壮行会（県大会・東海大会・全国大会）や資格試験等が行われる。
水曜日（不定期）の1限目に体育館または中庭で朝会が行われる。

## 部活動

### 運動部
野球部は1999年の明治神宮野球大会で優勝している。
以下、設置部活動及び同好会を記す。
- 陸上競技[6]
- 野球[6]
- ソフトボール[6]
- バレーボール[6]
- バスケットボール[6]
- ハンドボール[6]
- ラグビー[6]
- サッカー[6]
- テニス[6]
- ソフトテニス[6]
- 剣道[6]
- 卓球[6]
- 水泳[6]
- 山岳[6]
- バドミントン[6]
- 柔道[6]
- ゴルフ[6]
- ウェイトリフティング[6]
- 空手同好会[6]

### 文化部
- 新聞[6]
- インターアクト[6]
- 写真[6]
- 美術[6]
- 科学[6]
- 軽音楽[6]
- 陶芸[6]
- モーター[6]
- 吹奏楽[6]
- 将棋[6]
- 放送[6]
- メカトロニクス[6]
- 無線同好会[6]
- ものづくり研究会[6]

## ものづくり創造専攻科
三重県はアンケートの結果、就職時の待遇が短期大学と同等なら専攻科に進学したいと回答した人が27%であったことや、さらに、専攻科の設置は、技術革新、情報化の進展等による産業社会における技術の高度化・複合化、経済活動の国際化の進展する中で先進的な製品を生産するための幅広い技術・技能を有する中堅技術者の養成・確保に繋がるなどの理由から四日市工業高校に専攻科を設置することを決めた。四日市工業高校は一定数の企業が集積している地域にあり、多くの専門学科を設置している工業高校であることなどから選ばれた。

### 設置コース
- 機械コース - コンピュータを利用した工作機械の取り扱いや機械設備の製作などの学習を行う。
- 電気コース - 電気設備や電気回路の設計に加えてプリント基板製作などの学習を行う。

### 教育目標
- 高度で卓越した専門教育
  - 専門的知識と技術・技能の深化、発展。

- 産業界と密接に連携した実践的な教育活動
  - 自ら問題意識を持ちら課題を解決できる力の養成。

- 将来の地域産業の担い手づくり
  - 三重県のものづくり産業に寄与できる人材の育成。

- 指導力を備えた生産現場における牽引約づくり
  - 「技術力」と「人間力」を兼ね備えたリーダーの育成。

## アクセス
- JR関西本線 南四日市駅下車、徒歩で約10分。
- 四日市あすなろう鉄道内部線 南日永駅下車、徒歩で約20分。
- 三重交通バス「工業高校前」停留所下車、徒歩で約5分、または「日永カヨー」停留所下車、徒歩で約7分。

## 著名な出身者
- ムサシ中野 - 元プロボクサー
- 瀬古利彦 - マラソン指導者、元マラソン選手
- 水谷茂雄 - 元プロ野球選手
- 井手元健一朗 - 元プロ野球選手
- 星野智樹 - 元プロ野球選手
- 桜井良太 - プロバスケットボール選手
- 落合恭兵 - プロバスケットボール選手
- 横本卓弥 - プロバスケットボール選手
- 安藤周人 - プロバスケットボール選手
- 伊藤裕二 - 元サッカー選手
- 葛山信吾 - 俳優
- 桂二乗 - 落語家
- 金森正 - 元衆議院議員
- 多田勝美 - 実業家（大東建託創業者）
- 佐野貴信 - 実業家（プラトンホテル代表取締役、サノプランニング代表取締役社長）